# Домнешть (комуна, Арджеш)
Домнешть, Домнешті (рум. Domnești) — комуна у повіті Арджеш в Румунії. До складу комуни входить єдине село Домнешть.
Комуна розташована на відстані 130 км на північний захід від Бухареста, 38 км на північ від Пітешть, 127 км на північний схід від Крайови, 77 км на південний захід від Брашова.

## Населення
За даними перепису населення 2002 року у комуні проживали 3206 осіб. Усі жителі комуни рідною мовою назвали румунську.
Національний склад населення комуни:
| Національність | Кількість осіб | Відсоток |
| -------------- | -------------- | -------- |
| румуни         | 3198           | 99,8%    |
| цигани         | 4              | 0,1%     |
| греки          | 4              | 0,1%     |

Склад населення комуни за віросповіданням:
| Релігія     | Кількість осіб | Відсоток |
| ----------- | -------------- | -------- |
| православні | 3203           | 99,9%    |
| реформати   | 1              | < 0,1%   |
| бретрени    | 1              | < 0,1%   |
| лютерани    | 1              | < 0,1%   |

## Зовнішні посилання
- Дані про комуну Домнешть на сайті Ghidul Primăriilor [Архівовано 21 жовтня 2010 у Wayback Machine.]